# Liste der Star-Trek-Videospiele
Die Liste der Star-Trek-Videospiele bietet einen tabellarischen Überblick über die Videospiele, die im fiktiven Star-Trek-Universum angesiedelt sind und offiziell lizenziert wurden.

## Liste offiziell lizenzierterStar-Trek-Spiele
| Jahr    | Titel                                                                            | Entwickler                        | Publisher                                       | Genre                                  | Plattform(en) | Bemerkung |
| ------- | -------------------------------------------------------------------------------- | --------------------------------- | ----------------------------------------------- | -------------------------------------- | --- | --- |
| 1978    | Super Star Trek                                                                  | Mike Mayfield, David H. Ahl       | Creative Computing Press und Workman Publishing | Strategie                              | diverse Heimcomputer | Als BASIC-Listing zum Abtippen erschienen.                                                                                                |
| 1979    | Star Trek: Phaser Strike                                                         | Milton Bradley                    | Milton Bradley                                  | Shoot ’em up                           | Microvision | |
| 1980    | Star Trek 3.5                                                                    | Adventure International           | Adventure International                         | Strategie                              | Apple II, TRS-80, Atari 400 (1981), Atari 800 (1981) | |
| 1982    | Star Trek: The Motion Picture                                                    | General Consumer Electric (CGE)   | General Consumer Electric, Milton Bradley (MB)  | Shoot ’em up                           | Vectrex | |
| 1983    | Star Trek: Strategic Operations Simulator                                        | Sega                              | Sega                                            | Shoot ’em up                           | Arcade-Automat, Atari 2600, Atari 5200, Apple II, Atari 400, Atari 800, Atari 1200XL, Commodore VIC-20, Commodore 64, Texas Instruments TI-99/4A, ColecoVision (1984), MSX-Computer | |
| 1985    | Star Trek: The Kobayashi Alternative                                             | Micromosaics                      | Simon & Schuster                                | Textadventure                          | Apple II, Commodore 64, IBM PC | |
| 1986    | Star Trek: The Promethean Prophecy                                               | Trans Fiction Systems             | Simon & Schuster                                | Text-Adventure                         | Apple II, IBM PC, Apple Macintosh, Commodore 64 | Nachfolger von Kobayashi Alternative |
| 1987    | Star Trek: The Rebel Universe                                                    | Firebird                          | Simon & Schuster                                | Adventure, Simulation                  | Atari ST, Commodore 64, MS-DOS-PCs | |
| 1988    | Star Trek: First Contact                                                         | Micromosiacs                      | Simon & Schuster                                | Text-Adventure                         | MS-DOS-PCs, Apple II | |
| 1989    | Star Trek: The Final Frontier                                                    | Mindscape                         | Simon & Schuster                                | Weltraumsimulation                     | MS-DOS-PCs | |
| 1989    | Star Trek: The Next Generation – The Transinium Challenge                        | Trans Fiction Systems             | Simon & Schuster                                | Adventure                              | MS-DOS-PCs | |
| 1991    | Star Trek: 25th Anniversary                                                      | Interplay                         | Ultra Games (Konami)                            | Adventure                              | NES | |
| 1992    | Star Trek: 25th Anniversary                                                      | Visual Concepts                   | Ultra Games (Konami)                            | Adventure                              | Game Boy | |
| 1992–94 | Star Trek: 25th Anniversary                                                      | Interplay                         | Interplay                                       | Adventure                              | MS-DOS-PCs, Apple Macintosh, Commodore Amiga | |
| 1993    | Star Trek: Judgment Rites                                                        | Interplay                         | Interplay                                       | Adventure                              | MS-DOS-PCs | |
| 1993    | Star Trek: The Next Generation                                                   | Absolute Entertainment            | Absolute Entertainment                          | Simulation                             | Game Boy, NES | |
| 1994    | Star Trek: Deep Space Nine – Crossroads of Time                                  | Novotrade                         | Playmates Interactive                           | Action                                 | SNES, Sega Mega Drive | |
| 1994    | Star Trek: Generations – Beyond the Nexus                                        | Absolute Entertainment            | Absolute Entertainment                          | Action, Puzzle                         | Game Boy, Sega Game Gear | |
| 1994    | Star Trek: Starfleet Academy – Starship Bridge Simulator                         | High Voltage Software / Interplay | Sega / Interplay                                | Simulation, Shooter                    | Sega Mega Drive mit 32X, SNES | |
| 1994    | Star Trek: The Next Generation – Echoes from the Past                            | Spectrum Holobytes                | Sega                                            | Ego-Shooter                            | Sega Game Gear, Sega Mega Drive, SNES | |
| 1995    | Star Trek: Klingon                                                               | Simon & Schuster                  | Simon & Schuster                                | Interactive Movie                      | Windows | Erstes ST-Spiel für Windows |
| 1995    | Star Trek: The Next Generation – A Final Unity                                   | Microprose                        | Spectrum HoloByte                               | Adventure                              | MS-DOS-PCs, Apple Macintosh | |
| 1996    | Star Trek: Borg                                                                  | Simon & Schuster                  | Simon & Schuster                                | Interactive Movie                      | Windows-PCs, Apple Macintosh | Nachfolger von ST: Klingon |
| 1996    | Star Trek: Deep Space Nine – Harbinger                                           | Stormfront Studios                | Viacom NewMedia                                 | First-Person-Adventure                 | MS-DOS-PCs, Apple Macintosh | |
| 1997    | Star Trek: Captain’s Chair                                                       | Imergy                            | Simon & Schuster                                | 3D-Schiffsbrücken-Sim                  | Windows-PCs, Apple Macintosh | |
| 1997    | Star Trek: Generations                                                           | Microprose                        | Microprose                                      | Ego-Shooter                            | MS-DOS-PCs, Windows-PCs, Game Boy | |
| 1997    | Star Trek: Starfleet Academy                                                     | Interplay                         | Interplay                                       | Weltraumsimulation                     | Windows-PCs, Apple Macintosh, SNES | |
| 1998    | Star Trek Pinball                                                                | Interplay Productions             | Simon & Schuster                                | Action                                 | Windows-PCs | |
| 1998    | Star Trek: Starship Creator                                                      | Imergy                            | Simon & Schuster                                | Simulation                             | Windows-PCs, Apple Macintosh | |
| 1998    | Star Trek: The Game Show                                                         | Sound Source Interactive          | Sound Source Interactive                        | Quiz                                   | Windows-PCs, Apple Macintosh | |
| 1998    | Star Trek: The Next Generation – Klingon Honor Guard                             | Microprose                        | Microprose                                      | Ego-Shooter                            | Windows-PCs, Apple Macintosh | |
| 1999    | Star Trek: The Next Generation – Birth of the Federation                         | Hasbro                            | Microprose                                      | Strategiespiel                         | Windows-PCs | |
| 1999    | Star Trek: Hidden Evil (Originaltitel) Star Trek: Der Aufstand (Deutscher Titel) | Activision                        | Activision                                      | Adventure                              | Windows-PCs | |
| 1999    | Star Trek: Starfleet Command                                                     | Quicksilver Software              | Interplay                                       | Echtzeit-Strategie                     | Windows-PCs | Basiert auf dem Brettspiel Star Fleet Battles                                                                                             |
| 2000    | Star Trek: Armada                                                                | Mad Doc Software                  | Activision                                      | Strategie                              | Windows-PCs | |
| 2000    | Star Trek: Borg Contact                                                          | Nova                              |                                                 | Krafttest                              | Arcade-Automat | |
| 2000    | Star Trek: ConQuest Online                                                       | Genetic Anomalies                 | Activision                                      | Online-Spiel                           | Windows-PCs | Erstes reines Online-Spiel im ST-Universum                                                                                                |
| 2000    | Star Trek: Deep Space Nine – The Fallen                                          | The Collective                    | Simon & Schuster                                | Third-Person-Shooter                   | Windows-PCs, Apple Macintosh | |
| 2000    | Star Trek: Invasion                                                              | Warthog Games                     | Activision                                      | Action                                 | PlayStation | Erstes Star-Trek-Spiel für die PlayStation                                                                                                |
| 2000    | Star Trek: Klingon Academy                                                       | 14 Degrees East                   | Interplay                                       | Weltraum-Kampfsimulation               | Windows-PCs, Apple Macintosh | Nachfolger von Starfleet Academy |
| 2000    | Star Trek: New Worlds                                                            | 14 Degrees East                   | Interplay                                       | Echtzeit-Strategie                     | Windows-PCs | |
| 2000    | Star Trek: Starship Creator Warp II                                              | Imergy                            | JoWooD                                          | Action                                 | Windows-PCs | |
| 2000    | Star Trek: Voyager – Elite Force                                                 | Raven Software                    | Activision                                      | Ego-Shooter                            | Windows-PCs, Apple Macintosh, PlayStation 2 | |
| 2000    | Star Trek: Starfleet Command II – Empires at War                                 | Taldren                           | Interplay                                       | Strategie                              | Windows-PCs | |
| 2001    | Star Trek: Starfleet Command – Orion Pirates                                     | Taldren                           | Interplay                                       | Strategie                              | Windows-PCs | Add-on für das Spiel Star Trek: Starfleet Command II – Empires at War                                                                     |
| 2001    | Star Trek: Armada II                                                             | Mad Doc Software                  | Activision                                      | Strategie                              | Windows-PCs | |
| 2001    | Star Trek: Away Team                                                             | Reflexive Entertainment           | Activision                                      | Echtzeit-Strategie                     | Windows-PCs | |
| 2001    | Star Trek: Deep Space Nine – Dominion Wars                                       | Gizmo Games                       | Simon & Schuster                                | Echtzeit-Strategie                     | Windows-PCs | |
| 2002    | Star Trek: Bridge Commander                                                      | Totally Games                     | Activision                                      | Weltraum-Kampfsimulation               | Windows-PCs | |
| 2002    | Star Trek: Starfleet Command III                                                 | Taldren                           | Activision                                      | Strategie                              | Windows-PCs | |
| 2002    | Star Trek: Voyager – The Arcade Game                                             | Game Refuge                       | Monarch Entertainment, Team Play                | Shooter                                | Arcade-Automat | |
| 2003    | Star Trek: Elite Force II                                                        | Ritual Entertainment              | Activision                                      | Ego-Shooter                            | Windows-PCs, Apple Macintosh | |
| 2004    | Star Trek: Shattered Universe                                                    | Interplay                         | TDK Mediactive                                  | Simulation                             | PlayStation 2, Xbox | |
| 2006    | Star Trek: Encounters                                                            | TBC                               | Bethesda                                        | Action                                 | PlayStation 2 | |
| 2006    | Star Trek: Legacy                                                                | Bethesda Softworks                | Ubisoft, Mad Doc Software                       | Simulation, Action                     | Windows-PCs, Xbox 360 | |
| 2006    | Star Trek: Tactical Assault                                                      | Quicksilver Software              | Bethesda                                        | Space-Action-Shooter                   | PlayStation Portable, Nintendo DS | |
| 2007    | Star Trek: Conquest                                                              | Genetic Anomalies                 | Activision                                      | Strategie                              | Nintendo Wii, PlayStation 2 | |
| 2009    | Star Trek: DAC                                                                   | Naked Sky Entertainment           | Paramount Digital Entertainment                 | 3D-Space-Action-Shooter                | Windows-PCs, Xbox 360, Apple Macintosh, PlayStation 3 | |
| 2009    | Star Trek: The Mobile Game                                                       | Paramount, CBS Mobile, Bad Robot  | Electronic Arts                                 |                                        | Apple-iOS-Mobilgeräte wie iPhone und iPod Touch | |
| 2010    | Star Trek Online                                                                 | Cryptic Studios                   | P2 Entertainment                                | MMORPG                                 | Windows-PCs, Apple Macintosh, Xbox One (2016), PlayStation 4 (2016) | |
| 2013    | Star Trek                                                                        | Digital Extremes                  | Bandai Namco Entertainment                      | Action-Adventure, Third-Person-Shooter | Xbox 360, PlayStation 3, Windows-PCs | Basierend auf den Charakteren des Kinofilms Star Trek (2009) spielt dieses Spiel zwischen dem Film und Star Trek Into Darkness (2013).    |
| 2013    | Star Trek: Rivals                                                                | Elephant Mouse                    | Elephant Mouse                                  | Sammelkartenspiel                      | Apple-iOS-Mobilgeräte | |
| 2014    | Star Trek Trexels                                                                | YesGnome, LLC                     |                                                 |                                        | Apple-iOS-Mobilgeräte, Android-Mobilgeräte | |
| 2014    | Star Trek: Alien Domain                                                          | NGames                            | GameSamba                                       | Strategie-Browserspiel                 | | |
| 2016    | Star Trek Timelines                                                              | Disruptor Beam                    | Disruptor Beam                                  | Strategie                              | Geräte mit Webbrowser, Android-Mobilgeräte, Apple-iOS-Mobilgeräte | |
| 2017    | Star Trek: Bridge Crew                                                           | Red Storm Entertainment           | Ubisoft                                         | VR-Weltraum-Flugsimulation             | HTC Vive, Oculus Rift, PlayStation VR, Windows-PCs, PlayStation 4 | |
| 2018    | Star Trek Fleet Command                                                          | CBS Interactive                   | Scopely                                         | Strategie                              | Android-Mobilgeräte, Apple-iOS-Mobilgeräte, Windows-PC (2021) | |
| 2022    | Star Trek Prodigy: Supernova                                                     | Tessera Studio’s                  | Outright Games                                  | Adventure, Puzzle                      | PlayStation 5, PlayStation 4, Xbox Series X/S, Xbox One, Nintendo Switch, Steam, Stadia                                                                                             | Handlung spielt zwischen den Episoden 1.10 „A Moral Star, Part 2“ und 1.11 „Asylum“ der Nickelodeon-Serie Star Trek: Prodigy.             |
| 2023    | Star Trek Resurgence                                                             | Bruner House LLC, Dramatic Labs   |                                                 | Adventure, Action-Adventure            | PlayStation 5, PlayStation 4, Xbox One, Microsoft Windows, Xbox Series | Die Spieler kontrollieren zwei Offiziere auf einem Sternenflottenschiff, das in eine tödliche außerirdische Verschwörung verwickelt wird. |
| 2023    | Star Trek: Infinite                                                              | Nimble Giant Entertainment        | Paradox Interactive                             | Globalstrategiespiel                   | Microsoft Windows, macOS | Einstellen der Unterstützung durch den Hersteller kurz nach Veröffentlichung                                                              |